# Most Kazungula
Most Kazungula je cestovni i željeznički most preko rijeke Zambezi između Zambije i Bocvane kod grada Kazungula. Most je dug 923 metara, širok 18.5 metara, sa najvećim rasponom od 129 metara, a povezuje grad Kazungulu u Zambiji s Bocvanom. Most ima jednoslojnu željezničku prugu između dvije prometne trake i šetnice za pješake.
Prije nego što je most pušten u promet u svibnju 2021., izravan promet između dviju zemalja bio je moguć samo trajektom. Most se nalazi na granici između dvije države koja je duga samo 135 metara. Zakrivljen je kako bi izbjegao obližnje granice Zimbabvea i Namibije.

## Povijest
U kolovozu 2007. vlade Zambije i Bocvane najavile su dogovor o izgradnji mosta koji će zamijeniti postojeći trajekt.
Izgradnja je košala 259,3 milijuma USD, a projekt je uključivao međunarodne granične objekte u Zambiji i Bocvani. Projekt je službeno započeo 12. listopada 2014., a dovršen je 10. svibnja 2021. Most je sagradila Južnokorejska građevinska tvrtka Daewoo E&C (Daewoo Engineering and Construction). Otvaranje je odgođeno zbog problema s prijevozom na koje je utjecala pandemija COVID-19.

### 2013
Godine 2013. vlade Bocvane i Zambije zajednički su raspisale ponude za izgradnju mosta Kazungula po procijenjenoj cijeni od 260 milijuna američkih dolara, kao i graničnih objekata  izgrađenih s obje strane mosta. Navedeno je da će se projekt djelomično financirati kroz zajam od 80 milijuna dolara potpisan u veljači 2013. između Zambije i Afričke razvojne banke, kao i između Bocvane i Japanske agencije za međunarodnu suradnju (eng. Japan International Cooperation Agency, JICA). Na ovom skupu najavljeno je da će projekt biti gotov za šest godina, a ponuditelj će morati pružiti usluge savjetovanja, recenzije projekta, izradu natječajne dokumentacije, nadzor nad izvođenjem radova te usluge nakon izgradnje.

### 2014
Do sljedeće godine, 40 zamjenskih kuća za mještane sela Lumbo bilo je spremno za raspodjelu jer su prvi građevinski radovi već započeli. Prema povjereniku okruga Kazungula Pascalina Musokotwane, 40 kuća i škola bit će predani mještanima u kolovozu 2014.
U ožujku 2014. tri su tvrtke ušle u uži izbor za ponudu za izgradnju od prvotnih dvadeset i šest prijavljenih. Finalisti su bili China Major Bridge Engineering Corporation, Daewoo E&C i Shimizu - Stefanuti Joint Venture.
U kolovozu 2014. Bernard Chiwala, izvršni direktor Zambijske agencije za razvoj cesta, izjavio je da će cijeli proces izgradnje biti povjeren Bocvani i da će se zajednički financirati po ukupnom trošku od 124,22 milijuna USD, a očekuje se da će biti dovršen za četiri godine, osam godina kraći od prethodno navedenog. Prema sporazumu, JICA bi osigurala 41,77 milijuna USD, ADB 78,41 USD, dok bi Vlada Zambije doprinijela 1,57 milijuna USD.
Izgradnja velikog zambijskog mosta Kazungula započela je nakon ceremonije polaganja kamena temeljca 12. rujna 2014. Na ceremoniji održanoj na bocvanskoj strani granice Kazungula, zambijski potpredsjednik Guy Scott i njegov bocvanski kolega, Ponatshego Kedikilwe pozdravili su novinare i izjavili da će trošak iznositi 259,3 milijuna američkih dolara, biti dovršen do 2018. i da će odabrani izvođač bi bio Daewoo Engineering and Construction.

### 2018
Godine 2018. tri predsjednika Zimbabvea, Emmerson Mnangagwa, Seretse Khama iz Bocvane i Edgar Lungu iz Zambije, pregledali su napredak na mostu Kazungula. Tijekom ovog sastanka dogovoreno je da Zimbabve bude dio faze II projekta.
Umiješanost Zimbabvea otkrivena je tijekom brifinga za novinare bocvanskog ministra prometa i komunikacija Kitso Mokaile, zimbabveanskog ministra prometa i razvoja infrastrukture Jorama Gumba i zambijskog ministra razvoja stanovanja i infrastrukture Ronalda Chitotele.

### 2019
U ožujku 2019. izgradnja je zaustavljena nakon što zambijska vlada nije platila tvrtki Daewoo Engineering and Construction za svoje usluge. Daewoo je izjavio da je problem doveo do industrijskog štrajka zaposlenika, a upravnik Hong Seouk Park izjavio je da su ova financijska ograničenja sve teže održavala tekuće troškove tvrtke. Bocvana je izvršila uplatu za projekt, ali Zambija nije, što znači da se ukupno duguje 14,84 milijuna američkih dolara.
U svibnju 2019. predsjednik Zambije Edgar Lungu izjavio je da je projekt "dovršen 78%" i optimističan je da će projekt biti dovršen prema planu.
Do studenog 2019. konzultant g. Kobamelo Kgoboko rekao je da je projekt dovršen 91,92%, pri čemu je bocvanska strana bila dovršena 98,7%, a zambijska 80,5%. Također je navedeno da je dovršeno 6 od 8 pilona. Međutim, najavljeno je da će se projekt odgoditi za lipanj 2020., što znači da će projekt biti otvoren 10 mjeseci kasnije.

### 2020
U listopadu 2020. bocvansko Ministarstvo prometa i komunikacija izjavilo je da su most i prilazne rampe dovršeni, pri čemu je bocvanski granični prijelaz dovršen 98,44% po cijeni od 38,4 milijuna USD, a zambijski granični prijelaz 99,40% po cijeni od 13,1 milijuna dolara.
U prosincu je zambijski ministar za stambena pitanja i razvoj infrastrukture Vincent Mwale izjavio da je Zambija platila ukupno 82,3 milijuna američkih dolara, s tim da je dodatnih 73,7 milijuna američkih dolara pušteno u prosincu, a 8,7 milijuna američkih dolara koje treba platiti do kraja godine. Ove su izjave bile odgovor na optužbe da zambijska vlada nije platila svoje obveze i da neće isplatiti preostali iznos koji duguje izvođaču. Vincent Mwale je dalje rekao da bi "želio staviti u zapisnik da su tvrdnje koje trenutno kruže društvenim medijima, a koje tvrde da Vlada Zambije nije platila svoje obveze i da neće isplatiti nepodmireni iznos koji duguje izvođaču, nije točno".

### 2021
Tijekom ceremonije otvaranja, bocvanski i zambijski dužnosnici zajedno s predsjednikom Bocvane Mokgweetsi Masisi i predsjednikom Zambije Edgarom Lunguom čestitali su na završetku projekta. Nazočni su bili i predsjednik Demokratske Republike Kongo Felix Tshisekedi, predsjednik Mozambika Filipe Nyusi i predsjednik Zimbabvea Emmerson Mnangagwa.

### 2024
Dio željezničke pruge preko mosta Kanzungula trenutno je izoliran od zambijske i bocvanske željezničke mreže, ali planira se uključiti u predloženu željezničku prugu Mosetse–Kazungula–Livingstone.

## Vanjske poveznice
|  | Zajednički poslužitelj ima još gradiva o temi Most Kazungula |